# 遊撃隊 (幕府軍)
遊撃隊（ゆうげきたい）は、14代将軍徳川家茂死後に結成された幕府軍の部隊。
慶応2年（1866年）10月22日、講武所師範や奥詰め幕臣らによる銃撃隊の再編成によって「遊撃隊」が結成され、槍術家の高橋泥舟や、剣客の榊原鍵吉・三橋虎蔵などが頭取を務める。
戊辰戦争では抗戦派と恭順派で意見が分かれ、抗戦派がさらに二派に別れた。一隊は村越三郎が率いて彰義隊と行動を共にする。もう一隊は伊庭八郎・人見勝太郎・岡田斧吉・本山小太郎ら36名から成り、榎本武揚艦隊の協力を得て江戸を脱出。閏4月3日には請西藩主・林忠崇と同盟を結んで決起した。各地に転戦を続けるうちに脱走兵による隊士も増え続け、およそ300名となった5月、上野戦争に参戦を図ったが敗退。その後も奥羽越列藩同盟軍に加わり抗戦を続けたが請西藩が恭順となり両同盟崩壊とともに隊士達の戦死・降伏が相次ぐ。伊庭・人見ら90余名のみが榎本艦隊と共に蝦夷地へ渡り、箱館戦争に身を投じた。箱館では主に松前守備を担当した。